# Vlamertinge
Vlamertinge ou Vlamertinghe est un village dans la Province de Flandre-Occidentale et un arrondissement de la ville d'Ypres. Le centre du village de Vlamertinge se trouve juste en dehors du centre-ville d'Ypres, le long de la route principale N38 vers la ville voisine de Poperinge. C'était une commune à part entière avant la fusion des communes de 1977.
Outre le centre-ville d'Ypres, Vlamertinge est la plus grande section d'Ypres. Dans l'ouest de Vlamertinge, le long de la route de Poperinge, se trouve le hameau de Brandhoek.

## Démographie

### Évolution démographique
- Sources : INS, Rem. : 1831 jusqu'en 1970 = recensements, 1976 = nombre d'habitants au 31 décembre[2].

## Histoire
Les premières données sur Vlamertinge datent du Moyen Âge. En 857, une chapelle a été construite à Vlamertinge. En 970 Ypres a été détruit et la chapelle de Vlamertinge a brûlé. Le document le plus ancien, connu à ce jour, qui comprend le nom Flambertenges, est un acte de l'année 1066. Ce dernier rapporte que Baudouin de Lille, comte de Flandre, son épouse Adela et leur fils Baudouin, ont donné des biens à la collégiale et au chapitre de Saint-Pierre à Lille. Ces biens étaient, entre autres, pour un dixième, situé à Elverdinge et aussi un autre dixième situé à Vlamertinge : « In territorio Furnensi, dans la villa Elverzenges, decinam unam, Flambertenges decinam similiter unam ».
En 1055, Vlamertinge fut élevée au rang de paroisse. Jusqu'au XVIe siècle, Vlamertinge et Elverdinge formaient une seule (haute) seigneurie. Au XVIe siècle, Louis de Praet en est l'un des seigneurs. En 1605, le manoir est vendu à Jan de Cerf (nl).
Sous l'Ancien Régime Vlamertinge était une seigneurie, celle de Veurne-Ambacht, avec 22 arrière-bans et a beaucoup souffert des sièges d'Ypres.

### Première Guerre mondiale
En novembre 1914, séjournent à et autour d'Elverdinge, des troupes françaises retirées de la région de Saint-Pol-sur-Ternoise en Artois. Elles arrivent soit en voiture pour les officiers supérieurs , soit en train jusqu'à Bailleul, puis à pied. Elles vont ensuite se poster dans le secteur Vlamertinge-Dikkebus- Voormezele. La région compte déjà plusieurs troupes notamment sanitaires, françaises et anglaises.
Pendant ce conflit, tout le village a été détruit par les bombardements. Il a ensuite été reconstruit, en gardant en grande partie l'ancien modèle des rues.
En 1944, pendant la Seconde Guerre mondiale, Vlamertinge est libérée par une division blindée polonaise.

## Étymologie
Vlamertinge viendrait de Flambert (un nom) + inga (fils, descendant de (génitif)) + heim (domicile). Les plus anciennes orthographes connues de l'actuelle Vlamertinge sont: Flembertenges (1066), Flamertingha (1123), Flambertinghes (1142), Flamertinge (1154), Flamertinga (1185), Flamertinghe (1200), Flambertengues (1202), Flamertinghes (1238), Flamertinges (1269), Vlamertinghe (1272), Vlamertinghes (1275), Flamertenghe (1275), Vlamertincghe (1280), etc.

## Géographie
Vlamertinge se trouve à 17 mètres au-dessus du niveau de la mer. La municipalité est également bordée d'Ypres à l'est, Voormezele au sud-est, Kemmel et Dikkebus au sud, Reningelst au sud-ouest, Poperinge à l'ouest, Elverdinge au nord et Brielen au nord-est.

## Développements démographiques
De 1487 à 1697, nous voyons une forte baisse de la population de Vlamertinge. L'explication la plus plausible aurait été la guerre de quatre-vingts ans aux Pays-Bas. Pendant la Première Guerre mondiale, nous voyons que la population rechute à nouveau. C'est parce que Ypres à proximité, qui était alors une ville de front, a été lourdement bombardée et Vlamertinge a également beaucoup souffert de ces bombardements.

## Curiosités
- L'église Saint-Vaast
- L'ancienne maison communale de Vlamertinge de 1922, dans le style néo-renaissance flamande.
- Le Château de Vlamertinge ou Château du Parc a été construit en 1857-1858 sur l'ordre du Vicomte Pierre-Gustave du Parc, d'après un projet de Joseph Schadde.
- À Vlamertinge, il y a un certain nombre de cimetières militaires britanniques de la Première Guerre mondiale :
  - Brandhoek Military Cemetery
  - Red Farm Military Cemetery
  - Vlamertinghe Military Cemetery
  - Vlamertinghe New Military Cemetery
  - Railway Chateau Cemetery
  - Divisional Cemetery
  - Brandhoek New Military Cemetery

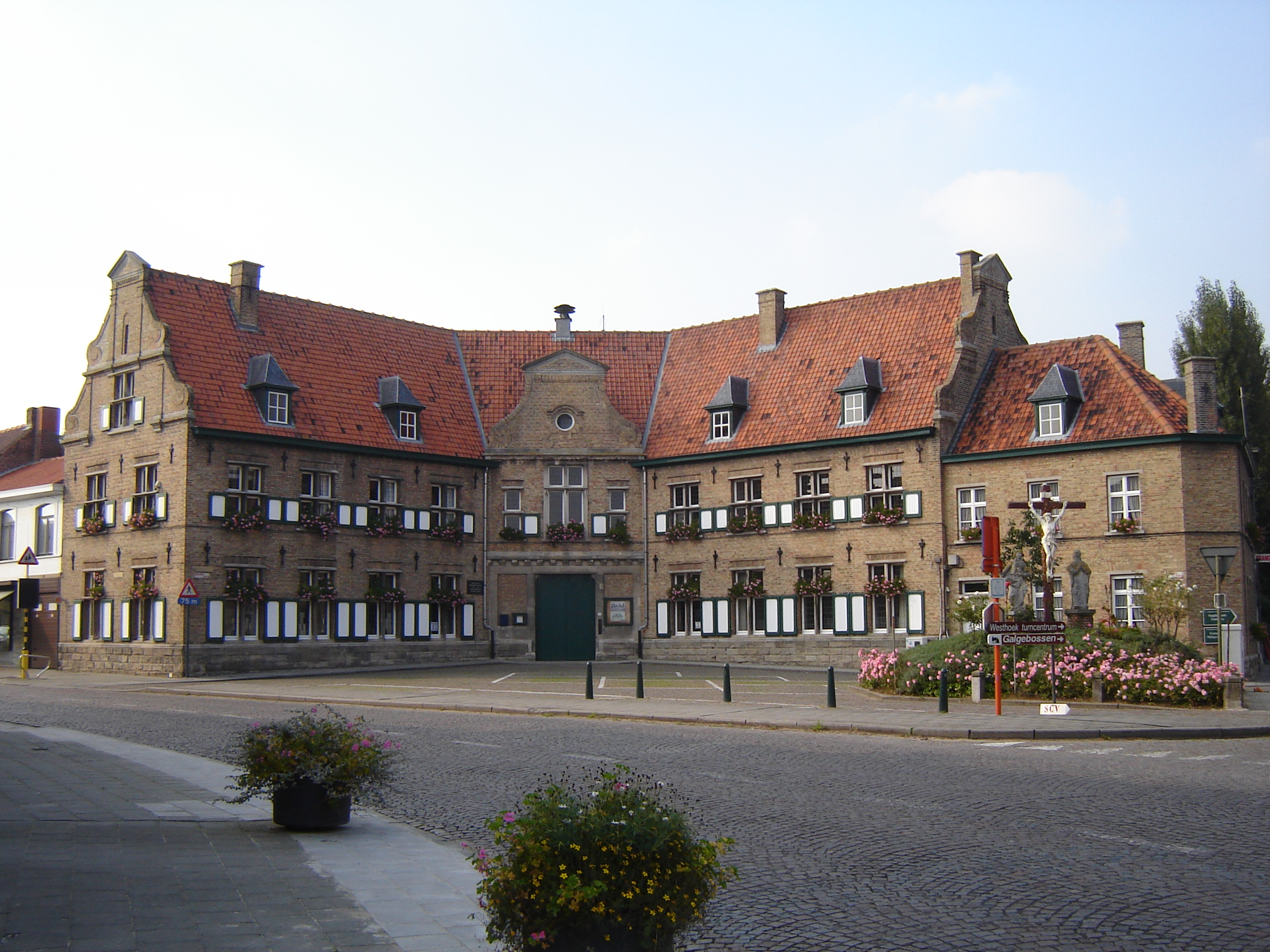

  - Brandhoek New Military Cemetery No.3
  - Hop Store Cemetery

## Économie
Il y a 70 à 80 magasins à Vlamertinge. A Vlamertinge, il y a une grande entreprise Valcke qui fabrique des constructions en béton et offre donc de l'emploi pour beaucoup de gens dans le village.

## Politique
Vlamertinge avait son propre conseil municipal et maire jusqu'aux fusions de 1977. Les maires étaient:
- 1796-1799: Joannes Gontier
- 1799-1806: François Ignace Gryson
- 1806-1820: Jean Ignace Onraet
- 1820-1836: Lucien Boedt
- 1836-1842: Joseph Verminck
- 1843-1862: Dominique van Zuylen van Nyevelt
- 1862-1895: Jules Veys
- 1896-1909: Amand Vandaele
- 1910-1927: Evarist Vande Lanoitte
- 1927-1928: Marcel Vandenbulcke (dienstdoende burgemeester)
- 1928-1947: Florentin Bouton
- 1941-1944: Rafaël Six (bourgmestre de guerre)
- 1947-1952: Usmar Bonte
- 1953-1970: Julien Bouton
- 1970-1976: Georges Platteau

## Personnalités
- Georges (Joris) Six (1887-1952), prêtre religieux scheutiste, évêque et vicaire apostolique de Léopoldville (Kinshasa).
- Jan Hoet est la première personne dans l'histoire de Vlamertinge à obtenir la citoyenneté d'honneur.

## Sport
- Le club de football KSK Vlamertinge est affilié à la Fédération belge de football depuis les années 1930 et est actif dans la série provinciale.

## Surnom
Les gens parlent de "Vlamertingse Pottebrekers" (concasseurs des pots), et les pots qui sont signifiés ici sont évidemment des pots de bière.